# Далешівська сільська рада
| Далешóвська сільська рада — орган місцевого самоврядування у Городенківському районі Івано-Франківської області з адміністративним центром у с. Далешóве. Сільській раді підпорядковані населені пункти: - с. Далешове — населення 405 ос.; площа 7,408 км²; засн. в 1474 році (колиш.назва Далешево). - с. Дубка — населення 891 ос.; площа 12,690 км²; засн. в 1459 році. - с. Колінки — населення 726 ос.; площа 13,937 км²; засн. в середині XVI ст.. - с. Репужинці — населення 414 ос.; площа 9,255 км²; засн. в кінці XIV ст.. |

## Склад ради
Рада складається з 16 депутатів та голови.

### Керівний склад ради
| ПІБ                         | Основні відомості                                                                            | Дата обрання | Дата звільнення |
| --------------------------- | -------------------------------------------------------------------------------------------- | ------------ | --------------- |
| Малик Петро Дмитрович       | Сільський голова, 1962 року народження, освіта, безпартійний                                 | 26.03.2006   | 31.10.2010      |
| Воробець Любомир Михайлович | Сільський голова, 1976 року народження, освіта вища, член Конгресу Українських Націоналістів | 31.10.2010   |                 |

Примітка: таблиця складена за даними джерела